# Касимівська кримінальна війна
Касимівська кримінальна війна — кримінальна війна між рядом московських, рязанських і місцевих угруповань міста Касимов Рязанської області за контроль над розкраданнями з Приокського заводу кольорових металів. Є однією з найбільш запеклих кримінальних війн у Росії останніх десятиліть. Жертвами цієї війни стало понад 50 осіб.

## Передісторія
В кінці 80-х років ХХ століття СРСР, виснажений економічною кризою, девальвацією рубля, втрачає майже весь свій золотий запас. Вихід із цього становища був знайдений — був збільшений експорт золота. У 1989 році уряд на чолі з Миколою Рижковим приймає вольове рішення — в невеликому містечку Касимов повинен бути побудований золотопереробний завод, який отримав назву «Приокський завод кольорових металів». Від подібних підприємств в Новосибірську, Красноярську і Щолково його відрізняли не тільки великі обсяги виробництва, а й найпотужніша система охорони — охороною займався цілий батальйон внутрішніх військ. У 1991 році завод дав першу плавку золота. Ця подія буквально перевернула життя тихого провінційного міста.

## Початок
У 1992 році в Касимові стали зникати люди. Деяких з них знаходили в навколишніх лісах зі слідами тортур, такими, що їх не завжди вдавалося впізнати. Місцеві жителі говорили вже тоді, що все це пов'язано з золотопереробних заводом. Однак правоохоронні органи не відразу зрозуміли це. Особливістю даних вбивств і зникнень було те, що жертвами ставали люди абсолютно різних верств населення — від процвітаючих комерсантів до звичайних робітників і військовослужбовців. Незабаром в Касимові і його околицях зазвучали постріли. Жертвами, як і раніше, ставали різні люди.
У зв'язку з надзвичайною ситуацією в Касимові було вирішено провести перевірку на заводі, проте фактів зникнення золота виявлено не було. Але в 1994 році в Нижньому Новгороді були заарештовані Олексій Агапов і Сергій Сбітнєв, при яких знаходився кілограмовий злиток промислового золота. Було встановлено, що цей злиток повинен був знаходитися на Касимовському заводі, з якого ніколи не пропадало ні міліграма золота. Але слідчих буквально потрясли визнання Агапова і Сбитнєва: виявилося, що крім вилученого кілограма, вони продали раніше ще 22 кілограми золота. Для країни, в якій ще кілька років тому за розкрадання кількох грамів дорогоцінних металів засуджували до розстрілу, це була справа особливої державної важливості.
Ситуація в Касимові стала приводом для розгляду на Особливою Колегії МВС. Була створена слідча бригада, до якої підключилися Прокуратура РФ і ФСБ. Була знову проведена ретельна перевірка на заводі, і знову все зійшлося до міліграма.

## Розслідування
Навіть якщо крадіжки з заводу і були, то на той момент було незрозуміло, яким чином золото йшло через серйозно охоронювані КПП. Слідчі припустили, що тут не обійшлося без допомоги військових, які охороняли його. Але все військовослужбовці батальйону пройшли спеціальні перевірки і мали бездоганні характеристики.
На заводі були проведені масові обшуки. Нарешті в одному з підсобних приміщень знайшли робочу рукавицю, набиту золотими злитками.
Ситуація в Касимові складалася напружена. У Касимові з'явилися представники ряду московських (солнцевські ОПГ, Подільська ОПГ і т. ін.) і рязанських (Слоновская ОПГ) угруповань. Вбивства слідували один за одним. На чорні ринки Прибалтики, Молдови і Туреччини спостерігався масовий наплив російського золота.
А працівники заводу будували собі розкішні котеджі, купували дорогі іномарки. У касимовських казино йшли ігри на запаморочливі суми, чистіше, ніж в легендарних московських казино.
Було вирішено провести на заводі масові арешти. Робочі арештовувалися цілими змінами. У крадіжці викривалися передовики виробництва, кавалери медалей «За трудову відзнаку», довірені люди директора заводу, і навіть тренер заводської футбольної команди. В результаті безпрецедентної в новітній історії Росії операції було заарештовано понад 100 робітників і службовців заводу. Потім пройшли масові арешти серед військових. Було заарештовано понад 50 офіцерів, прапорщиків і контрактників.
Показання заарештованих дозволили вийти на останню ланку в кримінальній ланцюжку — кримінальні угруповання. До того моменту в Касимові сформувалися дві потужні ОЗГ: Андрія Єфремова на прізвисько «Єрофій» і Віталія Курбатова на прізвисько «Курбат». Між ними йшла запекла війна. Але незадовго до наміченого затримання Єфремова біля гаража був знайдений його труп з простреленою головою. Пізніше слідство встановить: замовником вбивства був Курбатов. Сам Курбатов відзначився в місті ще й тим, що побудував на головній вулиці Касимова величезний, схожий на фортецю, будинок. Пізніше його зміг купити тільки Сбербанк Росії.
На сходці касимовских авторитетів було прийнято рішення: здати «беспредельщика» Курбатов міліції, що і було зроблено через неодноразово судимого Михайла Панкова на прізвисько «Міша Нога». Курбатов був заарештований, але свідчення давати відмовився.
Але бажаного спокою кримінальним угрупованням арешт Курбатова не приніс. Незабаром прокотилася хвиля арештів. За вимагання був заарештований і Панков. Потім заарештували «праву руку» Курбатова — Анатолія Мітякова, який сам на слідстві пізніше заявить: «Я сам боявся. Курбат адже може за сто баксів і матір рідну вбити»

## Слідство
Способи крадіжок з заводу були найрізноманітнішими: золото виносили в відрах з фарбою, під бушлатами, відключали сигналізацію і проходили через КПП, стріляли шматочками золота з рогатки за територію заводу і багато інших.
На слідстві було встановлено і чому на заводі не було виявлено жодної крадіжки золота прямо. Виявилося, що плавильщик Микола Кліщів на прізвисько «Академік» створив унікальну схему, по якій під час плавки можна було красти стільки золота, скільки в процесі додавалося зайвої міді. Правда, до суду Кліщів не дожив — Курбат розправився з ним, так як він став працювати на Ерофея.
Слідчих потряс розмах діяльності золотих «несунів». Рекорд в крадіжці золота поставив майор Сергій Марченко, за раз зумів винести під своїм бушлатом близько 30 кілограмів чистого золота, яке ніс кілька кілометрів. Фірмовим способом поділу золота було розрубування його на шматки сокирою. Потрясли слідчих і нехитрі свідчення ще одного з робітників заводу — не знайшовши покупця на п'ять кілограмів срібла, вкрадених із заводу, він безжально втопив їх в Окі.

## Суд
Розмах судових слухань не має аналогів в російській історії. Більше 120 чоловік було засуджено звичайним судом, ще 54 — військовим трибуналом. Максимальну міру покарання — довічне позбавлення волі — отримав Віталій Анатолійович Курбатов 1963 року народження, його спільники отримали до 25 років позбавлення волі.

## Підсумки
Жертвами кримінальної війни стали понад 50 осіб. Після судових процесів, з січня 1997 року на заводі не виявлено жодної крадіжки золота, правда, невідомо, наскільки можна цьому вірити.